# Bärenthal
Bärenthal ist mit weniger als 500 Einwohnern die kleinste Gemeinde im Landkreis Tuttlingen in Baden-Württemberg, Deutschland.

## Geographie

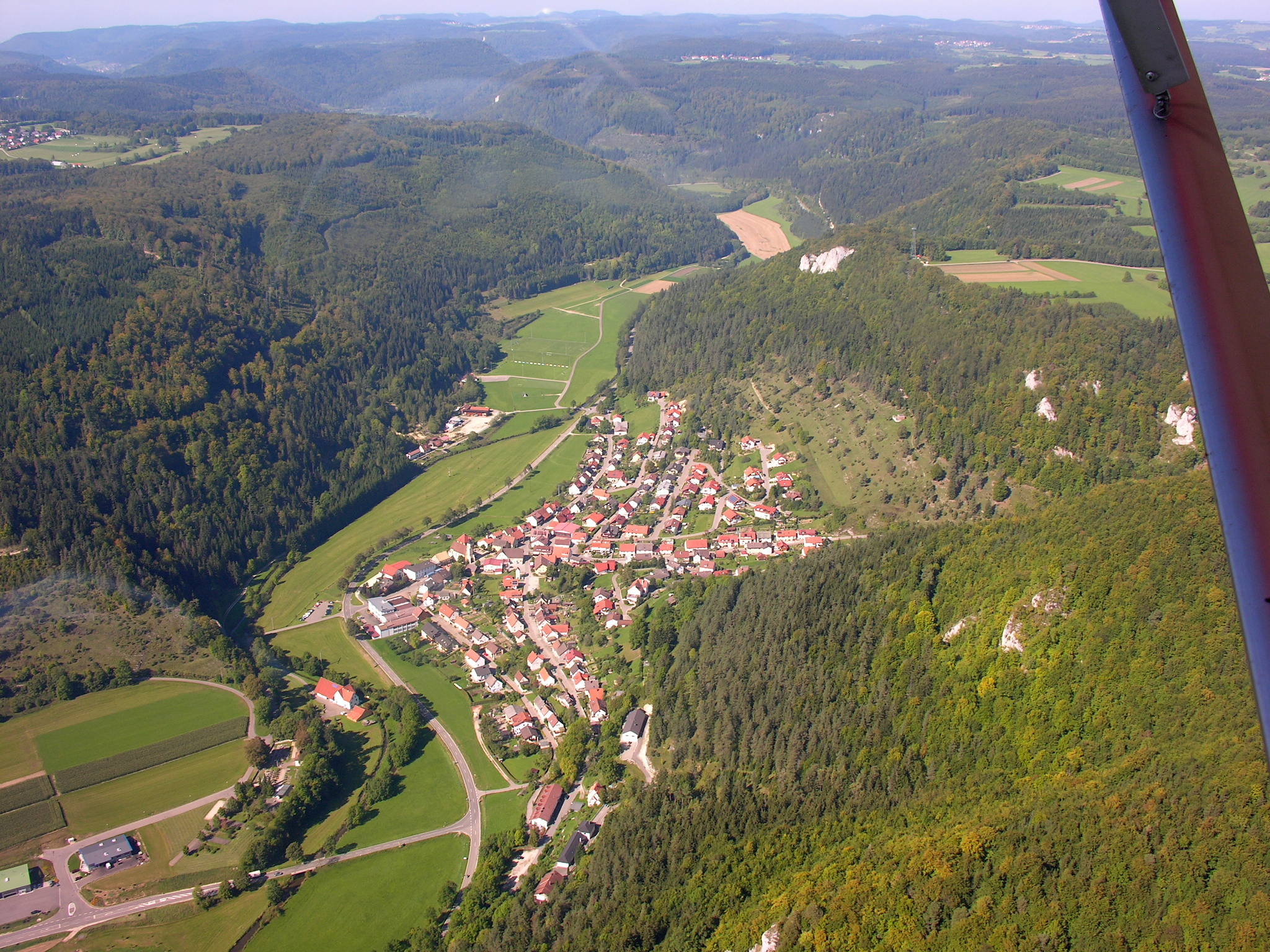
Bärenthal

### Geographische Lage
Der staatlich anerkannte Erholungsort Bärenthal liegt im Naturpark Obere Donau am Großen Heuberg auf 650 m bis 950 m ü. NHN. Auf der Gemarkung der Gemeinde vereinigen sich die Obere und die Untere Bära zur Bära, die in Fridingen an der Donau in die Donau mündet, und in deren Tal der Ort liegt.
Obwohl die Gesamtgemarkungsfläche der Gemeinde Bärenthal rund 1270 Hektar umfasst, zählt sie aufgrund der geringen Einwohnerzahl zu den kleinsten selbständigen Gemeinden in Baden-Württemberg.
Fast 70 Prozent der Gemeindefläche ist von Wald bedeckt.

### Nachbargemeinden
Die Gemeinde grenzt im Norden an Nusplingen im Zollernalbkreis, im Osten an Irndorf, im Süden an Beuron im Landkreis Sigmaringen und Fridingen an der Donau, im Westen an Kolbingen und Renquishausen sowie im Nordwesten an Egesheim.

### Gemeindegliederung
Zur Gemeinde Bärenthal gehören das Dorf Bärenthal, die Weiler Ensisheim und Gnadenweiler und das Gehöft Karlswahl.

### Schutzgebiete
In Bärenthal liegen die Naturschutzgebiete Trobenholz-Vogelbühl, Hüttenberg und Galgenwiesen sowie das Landschaftsschutzgebiet Bäratal.
Bärenthal hat zudem Anteil am FFH-Gebiet Großer Heuberg und Donautal sowie am Vogelschutzgebiet Südwestalb und Oberes Donautal.
Darüber hinaus gehört Bärenthal zum Naturpark Obere Donau.

## Geschichte
Schon aus der Zeit der Vor- und Frühgeschichte fanden sich auf Bärenthaler Gemarkung Funde, die auf eine menschliche Besiedlung hindeuten. So wurden Ende des 20. Jahrhunderts zwei bronzezeitliche Armringe gefunden. Nach den Kelten kamen die Römer. Das Bärenthal befand sich im Römischen Reich im geschützten Hinterland des Alblimes. Aus dieser Zeit stammen die Funde von römischen Münzen mit der Umschrift des Kaisers Trajan. Die Römer wurden wiederum von den Alamannen verdrängt. Im Dezember 2007 wurden bei Erschließungsarbeiten im Gewerbegebiet „Eschle“ menschliche Skelette gefunden. Seit 2008 wurden diese rund 100 entdeckten Männer-, Frauen- und Kindergräber archäologisch ergraben (Stand September 2010). Zusammen mit den 1967 bei den Bauarbeiten zur Landesstraße 440 aufgefundenen drei frühmittelalterlichen Eisenschwertern ermöglichen sie Rückschlüsse auf eine größere fränkisch-alamannische Siedlung. Neben den Gräbern fanden sich 2009 Reste einer Steinkirche (Nord-Ost-Ecke), sowie 2010 Reste einer Mörtelmühle, eines Grubenhauses und Pfostenlöcher, die Zeugnis einer Besiedlung zwischen dem 7. und 11. Jahrhundert sind.
Der Ort „Bärenthal“ wurde erstmals im Jahre 1092 urkundlich erwähnt. Von einer um 1150 erbauten Burg südöstlich des Ortes sind heute nur noch geringe Reste erhalten, siehe: Burgreste Bärenthal. Seit dem 14. Jahrhundert erwarb das Kloster Beuron zunehmend Besitz im Bärenthaler Gebiet. 1459 verkauft Marquard von Werenwag Burgstall und Dorf Ensisheim an Renhard von Melchingen.
Jobst Nikolaus I. (Hohenzollern) kauft 1477 von Melchior von Tierberg und Heinrich Rieber die Burg und das Dorf Ensisheim. Dort befand sich auch ein Gefängnis. 1751 verkauften die Hohenzollern Ensisheim an das Kloster.
Im Verlauf des Ersten Koalitionskrieges (1792–1797) fiel der Ort am 7. Oktober 1796 der wütenden Soldateska der sich aus Bayern an den Oberrhein zurückziehenden und von General Moreau kommandierten französischen Rhein-Mosel-Armee zum Opfer; Acht Einwohner von Bärenthal sollen an diesem Tag durch französische Soldaten ermordet worden sein, während 21 Gebäude des Ortes den Flammen zum Opfer fielen, darunter das Pfarrhaus sowie das Herrschaftshaus des Klosters Beuron nebst den dazugehörigen Scheunen und Stallungen.
Im Zuge der Säkularisation kam das Dorf 1803 zum Fürstentum Hohenzollern-Sigmaringen und wurde mit diesem 1849 als Teil der Hohenzollernschen Lande preußisch. Ab 1806 gehörte Bärenthal also zunächst zu einem hohenzollerischen Oberamt, dem Obervogteiamt Beuron, das 1830 im Oberamt Wald aufging. Das Oberamt Wald existierte auch noch von 1850 bis 1862 unter preußischer Herrschaft und wurde dann dem Oberamt Sigmaringen eingegliedert, aus dem 1925 der Landkreis Sigmaringen hervorging.
Nach 1945 gehörte der ehemals preußische Landkreis Sigmaringen zum Land Württemberg-Hohenzollern, das 1952 im Land Baden-Württemberg aufging. Bei der Kreisreform in Baden-Württemberg 1973 wurde Bärenthal am 1. Januar 1973 dem Landkreis Tuttlingen zugeordnet.

## Politik

### Verwaltungsverband
Die Gemeinde ist Mitglied des Gemeindeverwaltungsverbandes Donau-Heuberg mit Sitz in Fridingen an der Donau.

### Gemeinderat
Der Gemeinderat in Bärenthal hat acht Mitglieder. Er besteht aus den ehrenamtlichen Gemeinderäten und dem Bürgermeister als Vorsitzendem. Der Bürgermeister ist im Gemeinderat stimmberechtigt. Bei der  Kommunalwahl am 9. Juni 2024 wurde der Gemeinderat durch Mehrheitswahl gewählt. Mehrheitswahl findet statt, wenn kein oder nur ein Wahlvorschlag eingereicht wurde. Die Bewerber mit den höchsten Stimmenzahlen sind dann gewählt. Die Wahlbeteiligung betrug 75,7 % (2019: 70,1 %).

### Bürgermeister
Bürgermeister ist seit dem 1. Dezember 2023 Morris Stoupal. Er wurde am 22. Oktober 2023 mit 69,3 Prozent der Stimmen gewählt.
- bis 1980: Karl Franz
- 1980–2011: Roland Ströbele (CDU)[10]
- 2011–2023: Tobias Keller[11]
- seit 2023: Morris Stoupal

### Wappen
| | Blasonierung: „In geteiltem Schild oben in Gold ein schreitender blauer Bär, unten in Blau der goldene Kleinbuchstabe 'b', dessen Schaft in ein Kreuz ausläuft.“ |
| Wappenbegründung: Das auf einen Vorschlag des Staatsarchivs Sigmaringen aus dem Jahre 1947 und am 8. Mai 1957 durch das Innenministerium verliehene Wappen, gemeinsam mit der Flagge, steht durch den Bären redend für Ortsnamen, der jedoch vom Fluss Bära abgeleitet ist. Das 'b' mit dem Kreuz am Schaftende ist das charakteristische Wappenzeichen des Klosters Beuron, das seit dem 14. Jahrhundert Besitz und Grundherrschaft und 1751 die niedere Gerichtsbarkeit über den Ort erwarb. Die Farben sind ebenfalls dem Klosterwappen entnommen. | |

### Banner und Flagge
|  | 00Banner: „Das Banner ist blau-gelb längsgestreift mit dem aufgelegten Wappen oberhalb der Mitte.“ |
|  | 00Hissflagge: „Die Flagge ist blau-gelb quergestreift mit dem Wappen in der Mitte.“                |

## Umwelt und Regulierung
Der Erholungsort Bärenthal ist landschaftlich eingebettet ins tief eingeschnittene Bäratal. Die nur zu einem Zehntel besiedelte Gemarkung ist allseitig von dichten Mischwäldern eingerahmt. Das Flüsschen Bära fließt auf dem weitgehend naturbelassenen, breiten Talboden.
Der von Gewerbeflächen und Wohnhäusern bebaute Ortsteil von Bärenthal ist von der zu 9/10 die Gemarkung erfassenden FFH-Schutzzone umgeben. Die Schutzzone reicht allseitig dicht an die bebauten Flächen heran. Bärenthal kann daher praktisch nicht expandieren, weil in der Schutzzone nur eingreifende Maßnahmen zulässig sind, „die die Lebensraumtypen von Flora und Fauna nicht erheblich beeinträchtigen“.

## Kultur und Sehenswürdigkeiten
- Die Kommune ist dem Tourismusverband „Donaubergland“ angeschlossen.Siehe auch: Großer Heuberg#Sport und Tourismus
- Die nur schwer zugängliche Karsterscheinung Mondmilchloch bei Bärenthal war steinzeitlicher Lebensraum. Die Besonderheiten der Höhle sind Perlsinterüberzüge und Wände mit frischer Mondmilch (weiße, plastisch-weiche Kalkablagerung).[13]
- „Naturschutzgebiet Hüttenberg“. Das Naturschutzgebiet beginnt auf der überdurchschnittlich „warmen Hangzone“ direkt über der Wohnbebauung von Bärenthal mit einer Wacholderheide. Auf ihr sollen Schafe weiden, um die unterschiedlichen Magerrasenbestände von Baumbewuchs freizuhalten. Zwischen den strukturell vielfältigen, naturnahen Arten von Buchen ragen mehrere größere Stotzen harter Massenkalkfelsen heraus, die sich durch eine besondere Kombination, teilweise sehr schutzbedürftiger, „felstypischer Pflanzengesellschaften“ auszeichnen.
- In Bärenthal-Ensisheim befindet sich die historische Schlößlemühle (2,1 km nördlich der Hauptgemeinde von Bärenthal), deren Hauptmühle früher mit Europas größtem oberschlächtigen Wasserrad aus Holz (Durchmesser 12 m) betrieben wurde und deren Beimühle, die mit einem restaurierten unterschlächtigen Wasserrad angetrieben werden kann (Inzwischen stillgelegt).
- Aus den kalkreichen Rinnsalen zahlreicher Karstquellen an den Hängen des Bäratals ist viel Kalk wieder ausgefällt worden und hat mehrere große Flächen überschichtet und Kalktuffbarren gebildet. Diese werden als Bärenthaler Kalktuff abgebaut.
- Am westlichen Hang des Flusstales ist die größte, linsenförmige Kalktuff-Schicht des Naturraums „Hohe Schwabenalb“ nachgewiesen. Hier wird noch in einem letzten Nebenerwerbsbetriebs-Steinbruch der Kalktuff abgebaut und vertrieben.
- Südlich des großen, linsenförmigen Kalktuffvorkommens schließt sich das Naturdenkmal „Tuffsteinkaskaden“ an. Ein kleiner Wasserfall fließt in mehreren Stufen zu Tal. Auf den Kaskaden bleibt der ausgefällte Kalk als noch nasses Sediment „Kalktuff“ hängen.[14]
- Im ehemaligen großen Steinbruch in Bärenthal-Ensisheim sind noch zwei gut erhaltene, hohe Kalktuff-Wände erhalten, an denen man die Porösität des versteinerten Sediments noch sehr gut erkennen kann.

### Bauwerke

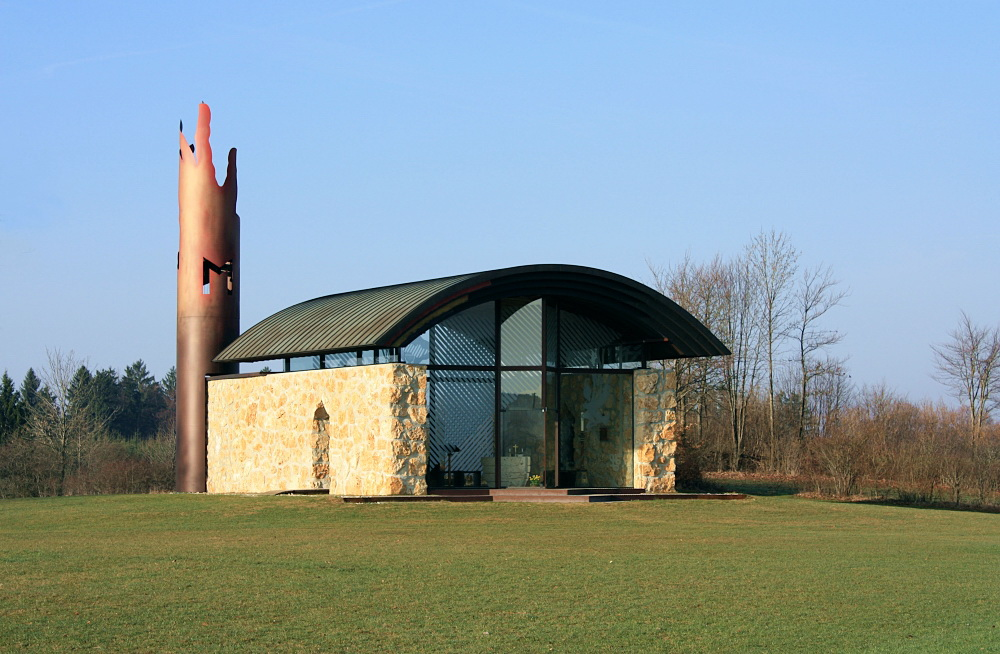
Wallfahrtskapelle Maria Mutter Europas auf Gnadenweiler (Bärenthal) am Beuroner Jakobsweg

Die Pfarrkirche St. Johannes wurde im Jahr 1758 im barocken Stil erbaut. Nach zwischenzeitlicher Entfernung des barocken Hochaltars bei einer Kirchenrenovierung im Jahr 1883 und Einfügung moderner Ausstattungsstücke im Zuge einer Renovierung 1956 wurde das ursprüngliche barocke Erscheinungsbild bei einer weiteren, im Jahr 1989 abgeschlossenen Renovierung wiederhergestellt.
Die Wallfahrtskapelle Maria Mutter Europas auf dem Gnadenweiler ist ein Sakralbau des 21. Jahrhunderts: Die Grundsteinlegung erfolgte am 3. November 2006, die Weihung des Marienheiligtum erfolgte am 9. Juni 2007.

### Religion
Bärenthals Bevölkerung ist überwiegend römisch-katholischer Konfession. Die katholische Kirchengemeinde ist über das Dekanat Sigmaringen-Meßkirch der Erzdiözese Freiburg zugehörig. Die Grafschaft Hohenberg gilt als ein Hort der Täuferbewegung. 1527 wurden in Rottenburg und 1530 in Tübingen Täufer als Erzketzer zu Pulver verbrannt. Auch in Bärenthal - Ensisheim konnte die Täuferbewegung Fuß fassen: 1586 wurden Wiedertäufer einer Glashütte ausgewiesen. Lediglich die Mühle und eine Kapelle blieben am Radweg vor Bärenthal erhalten. Die Mennoniten berufen sich auf diese Täuferbewegung, der in Binsdorf inhaftierte und später hingerichtete Michael Sattler gilt als Mitbegründer dieser Freikirche. 1720 mussten etwa 40 Personen wegen ihres Übertritts zum Protestantismus den Ort verlassen und nach Wurmberg in Württemberg auswandern. Für evangelische Kirchenmitglieder hat Fürst Karl Anton von Hohenzollern-Sigmaringen einen evangelischen Prediger anstellen lassen, in der Schlosskapelle in Sigmaringen wurden seit 1840 protestantische Gottesdienste gefeiert. 1860 wurde in Hohenzollern die für Bärenthal zuständige evangelische Kirchengemeinde Sigmaringen errichtet. In den evangelischen Gottesdiensten in Hohenzollern hat die altpreußische Gottesdienstform auf Wunsch auch weiterhin Bestand. 1951 wechselten die Protestanten nach Tuttlingen. Durch Bekanntmachung des Oberkirchenrats vom 6. Dezember 1963 wurde die selbständige Kirchengemeinde Mühlheim an der Donau gegründet, nachdem das Kultusministerium die neue Kirchengemeinde mit Schreiben vom 24. Juni 1963 als Körperschaft des öffentlichen Rechts anerkannt hatte. Ihr wurden die evangelischen Bewohner der Gemeinde Bärenthal zugeordnet.

### Sport
Die Gemeinden Bärenthal, Irndorf, Nusplingen und Schwenningen schufen im Jahr 2011 ein gemeinsames Loipennetz für Wintersportler. Nachdem der Anschluss der neu geschaffenen Loipe auf Gnadenweiler an das Indorfer Loipennetz geschaffen werden konnte, entstand nunmehr durch den Zusammenschluss mit dem bestehenden Nusplinger und Schwenninger Loipen durch das Irndorfer Hardt ein großflächiges Loipengebiet für den Skilanglauf.

## Sagen
Hungernde erhielten in der Schlösslesmühle auch in schweren Kriegsjahren stets etwas Mehl und Grieß. Niemand ließ man mit leeren Händen wieder fortgehen. Die Mühle, die am  Bäratal-Wanderweg des Schwäbischen Albvereins liegt und im Vorraum einen Schutzraum für Wanderer enthält, ist beliebtes Wander- und Ausflugsziel.
Die Schlößle-Mühle ist  ein  stattliches  Anwesen,  ein Wohnhaus  mit  der  Hauptmühle,  jenseits  der  Bära  eine  Hanfreibe und  Beimühle,  eine  gesondert  stehende  Scheuer  mit  Stallungen  und  einer  weiteren Wohnung und einem Felsenkeller. Dazu gehörte auch ein Kräutergarten, ein Obst- und Grasgarten und das »Gries«  ein  Bächlein  für  die untere  Mühle,  zwischen  der  Bära  und  dem  Kameralhofgut.  Die Mühle  war, wie  alle  Gebäude,  ein  Erblehen.  Ein  Müller nach dem anderen, mehr als ein halbes Dutzend,  wurde   vergantet.
Die  Schlößle-Mühle  ist  ein wildes  Tier,

hat  schon  gefressen drei und  vier,

den  fünften  hat  sie schon  im  Rachen,

sie wird s ihm  auch  nicht  besser  machen.

## Ehrenbürger
- Notker Hiegl, Benediktiner, langjähriger Ortspfarrer und Geistlicher Rat, „Europäer des Jahres 2007“
- 2011, 26. Juli: Roland Ströbele (1943–2021), Stadtkämmerer und ehrenamtlicher Bürgermeister der Gemeinde Bärenthal (1980–2011), Bürgermeister der Stadt Fridingen (Donau) (1977–1994), Landtagsabgeordnete für den Wahlkreis Tuttlingen/Schwarzwald-Baar (1984–1996) und Ehrenpräsidenten der Euro-Bärentaler (Ernennung Juli 2011).[24]